# Vincenzo Consolo
Vincenzo Consolo (Sant'Agata di Militello, 18 febbraio 1933 – Milano, 21 gennaio 2012) è stato uno scrittore, giornalista e saggista italiano.

## Biografia

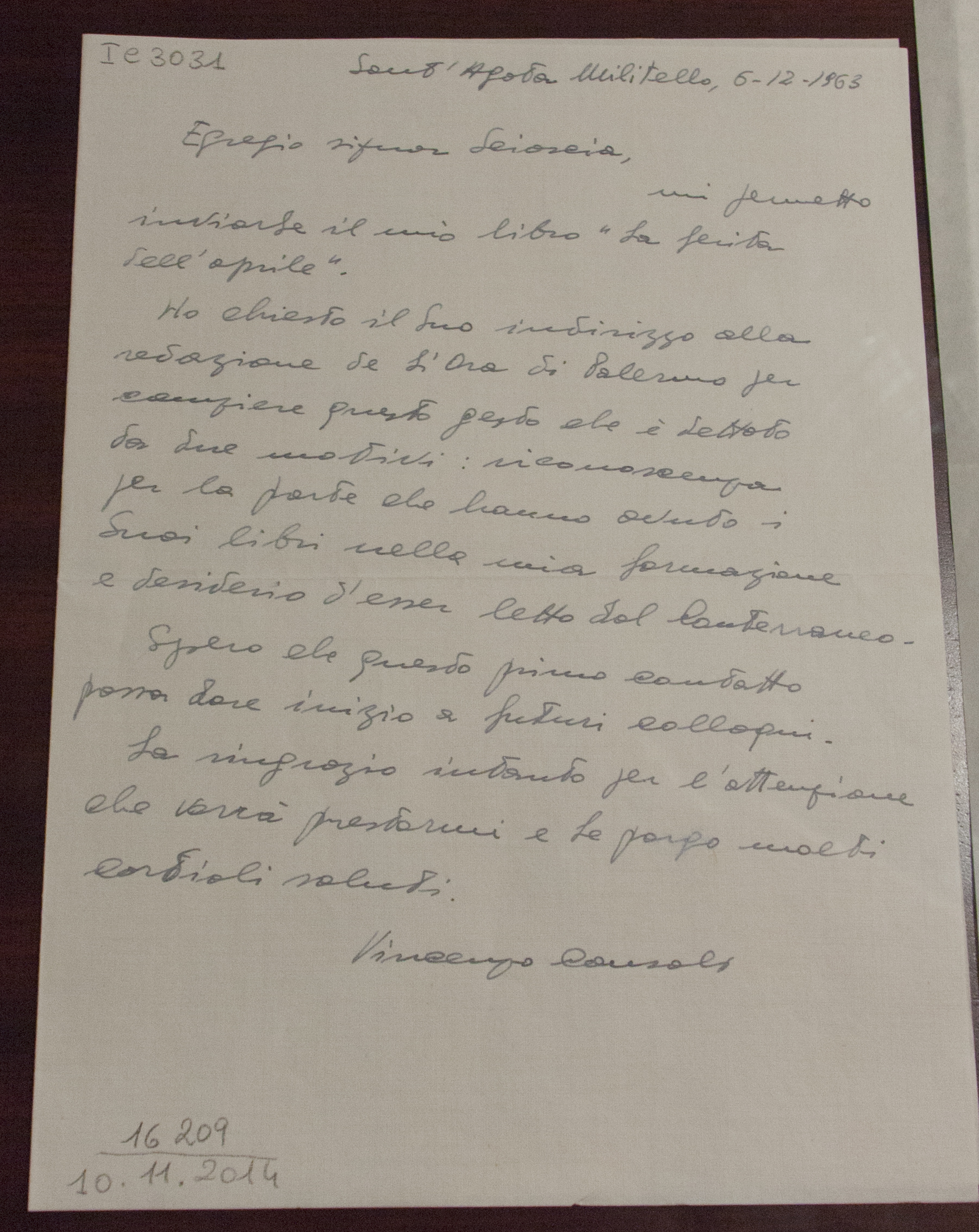
Una lettera di Consolo a Sciascia

Nasce a Sant'Agata di Militello, in provincia di Messina, il 18 febbraio 1933 da genitori originari di San Fratello. Dopo le scuole superiori, si iscrive alla facoltà di Giurisprudenza dell'Università Cattolica di Milano, ma si laurea, con una tesi in filosofia del diritto, all'Università di Messina, dopo aver assolto il servizio militare. Conclusi gli studi universitari, ritorna in Sicilia, dove si dedica all'insegnamento nelle scuole agrarie. Nel 1963 esordisce con il suo primo romanzo, La ferita dell'aprile, squarcio sulla vita di un paese siciliano movimentato dalle lotte politiche dei primi anni del dopoguerra.
I suoi riferimenti umani e letterari, in quella stagione, sono lo scrittore Leonardo Sciascia e il poeta Lucio Piccolo. Da Sciascia coglierà un certo atteggiamento da «scrittore impegnato», riscontrabile più che altro nelle interviste o nelle conferenze pubbliche. Nel 1968, avendo vinto un concorso alla RAI, si trasferisce a Milano, dove ha vissuto e lavorato fino alla sua morte, svolgendo un'intensa attività giornalistica, con lunghi soggiorni nel paese d'origine. Nel 1975 segue come inviato a Trapani del quotidiano L'Ora (con cui collabora dal 1964) il processo al Mostro di Marsala.
La vera rivelazione arriva nel 1976, con Il sorriso dell'ignoto marinaio, singolare ricostruzione di alcuni eventi svoltisi nel nord della Sicilia al passaggio dal regime borbonico a quello unitario e culminati nella sanguinosa rivolta contadina di Alcara Li Fusi nel maggio 1860.
Un anno dopo, nel 1977, Consolo diviene consulente editoriale della Einaudi per la narrativa italiana, insieme, tra gli altri, a Italo Calvino e Natalia Ginzburg.
Tra le altre sue opere principali: Retablo (1987), Nottetempo, casa per casa (1992), L'olivo e l'olivastro (1994), Lo spasimo di Palermo (1998), Di qua dal faro (2001). Tra i racconti: Le pietre di Pantalica (1988), Per un po' d'erba ai limiti del feudo (in Narratori di Sicilia a cura di L. Sciascia e S. Guglielmino, 1967), Un giorno come gli altri (in Racconti italiani del Novecento a cura di E. Siciliano, 1983), il racconto teatrale Lunaria (1985), Catarsi (1989).
Nel 2007 ha ricevuto la laurea honoris causa in Filologia moderna dall'Università di Palermo (insieme a Luigi Meneghello nella stessa giornata). La sua ultima opera è Il corteo di Dioniso (2009). Insieme a vari premi ricevuti nel corso degli anni, ha vinto nel 1992, con Nottetempo, casa per casa, il prestigioso Premio Strega e nel 1994 il Premio Internazionale Unione Latina per l'insieme della sua opera. I suoi libri sono stati tradotti in francese, inglese, tedesco, spagnolo, portoghese, olandese, polacco, catalano e arabo. Muore il 21 gennaio 2012 a Milano all'età di 78 anni, dopo una lunga malattia.
Tra le opere postume si ricordano Mediterraneo. Viaggiatori e migranti (2016), 4 liriche (2017), L'ora sospesa e altri scritti per artisti e Cosa loro. Mafia tra cronaca e riflessione (2018).

## Opere

### Romanzi e racconti
- La ferita dell'aprile, romanzo, Milano, Mondadori, 1963; Torino, Einaudi, 1977; Mondadori 1989 (con introduzione di Gian Carlo Ferretti).
- Per un po' d'erba ai limiti del feudo, racconto, in Narratori di Sicilia, a cura di Leonardo Sciascia e S. Guglielmino, Milano, Mursia, 1967.
- Il sorriso dell'ignoto marinaio, romanzo, Torino, Einaudi, 1976; Milano, Mondadori, 1987 (introduzione di Cesare Segre).
- Un giorno come gli altri, racconto, in Racconti italiani del Novecento, a cura di Enzo Siciliano, Milano, Mondadori, 1983.
- Lunaria, racconto, Torino, Einaudi, 1985; Milano, Mondadori, 1996.
- Retablo, romanzo, Palermo, Sellerio, 1987; Milano, Mondadori, 2000. (Premio letterario Racalmare Leonardo Sciascia 1988)[3]
- Le pietre di Pantalica, racconti, Milano, Mondadori, 1988; 1990 (con introduzione di Gianni Turchetta).
- Catarsi, racconto, in Trittico, a cura di Antonio Di Grado e Giuseppe Lazzaro Danzuso, Catania, Sanfilippo, 1989.
- Nottetempo, casa per casa, romanzo, Milano, Mondadori, 1992 Premio Strega; 1994 (con introduzione di Antonio Franchini); Torino, Utet, 2006 (con prefazione di Giulio Ferroni).
- Fuga dall'Etna, Roma, Donzelli, 1993.
- Nerò metallicò, Genova, Il Melangolo, 1994; Roma, Gremese, 2009.
- L'olivo e l'olivastro, Milano, Mondadori, 1994.
- Lo spasimo di Palermo, Milano, Mondadori, 1998.
- Di qua dal faro, Milano, Mondadori, 1999.
- Il teatro del sole: racconti di Natale, Novara, Interlinea edizioni, 1999.
- Il viaggio di Odisseo (con Mario Nicolao), introduzione di Maria Corti, Milano, Bompiani, 1999.
- La rovina di Siracusa racconto in Rappresentare il Mediterraneo. Lo sguardo italiano, Messina, Mesogea, 2000.
- Isole dolci del dio, Brescia, L'obliquo, 2002.
- Oratorio, Lecce, Manni, 2002.
- Il corteo di Dioniso, Roma, La Lepre edizioni, 2009.
- La mia isola è Las Vegas, a cura di Nicolò Messina, Milano, Mondadori, 2012.
- L'opera completa (contiene: La ferita dell'aprile, Il sorriso dell'ignoto marinaio, Lunaria, Retablo, Le pietre di Pantalica, Nottetempo, casa per casa, L'olivo e l'olivastro, Lo spasimo di Palermo, Di qua dal faro), a cura e con un saggio introduttivo di Gianni Turchetta, con uno scritto di Cesare Segre, Collana I Meridiani, Mondadori, Milano, I ed. gennaio 2015, ISBN 978-88-04-64785-0.
- Mediterraneo. Viaggiatori e migranti, Roma, Edizioni dell'Asino, 2016.

### Poesie
- Accordi, Sant'Agata di Militello, Gaetano Zuccarello Editore, 2015.
- 4 liriche, con un'acquaforte/acquatinta originale di Luciano Ragozzino, Milano, Il ragazzo ingenuo, 2017.

### Saggi
- Nfernu veru. Uomini e immagini dei paesi dello zolfo, Roma, Edizioni del Lavoro, 1985.
- La pesca del tonno in Sicilia, Palermo, Sellerio, 1986.
- Il barocco in Sicilia, Milano, Bompiani, 1991.
- Vedute dallo stretto di Messina, Palermo, Sellerio, 1993.
- I ritorni: conversazioni in Sicilia, Padova, Imprimitur, 1997.
- L'ora sospesa e altri scritti per artisti, a cura di Miguel Angel Cuevas, Valverde, Le Farfalle, 2018.

### Raccolte di articoli giornalistici
- Esercizi di cronaca, a cura di Salvatore Grassia, con una prefazione di Salvatore Silvano Nigro, Palermo, Sellerio, 2013.
- Cosa loro. Mafie tra cronaca e riflessione, a cura di Nicolò Messina, Milano, Bompiani, 2018.

### Contributi
- Prefazione a Carlo Levi, Le parole sono pietre, Torino, Einaudi, 1955.
- Introduzione a Christophe Charle, Letteratura e potere, Palermo, Sellerio, 1979.
- Un castello di vigilia, post-fazione a Giovanni Verga, Le storie del castello di Trezza, Palermo, Sellerio, 1982.
- I nostri Natali perduti, in Antonino Buttitta (a cura di), Il Natale, Palermo, Edizioni Guida, 1985.
- Prefazione a Basilio Reale, Sirene siciliane, Palermo, Sellerio, 1986.
- L'ulivo e la giara, in Omaggio a Pirandello, a cura di Leonardo Sciascia, Milano, Bompiani, 1986.
- La Cocuzza, in Almanacco della Cometa, Roma, Edizioni della Cometa, 1986.
- Introduzione a J. W. Goethe, Viaggio in Sicilia, Siracusa, Ediprint, 1987.
- Introduzione a Nino Savarese, Storie di provincia, Palermo, Nuova Editrice Meridionale, 1988.
- Nota in Giuseppe Tornatore, Nuovo Cinema Paradiso, Palermo, Sellerio, 1990.
- Lo scrittore di pensiero, in Leonardo Sciascia, Quaderno, Palermo, Nem, 1991.
- Postfazione a Ġassān Kanāfanī, Uomini sotto il sole, Palermo, Sellerio, 1991.
- Introduzione a Album Pirandello, a cura di Maria Luisa Aguirre D'Amico, Milano, Mondadori, 1992.
- Introduzione a Maria Attanasio, Correva l'anno 1698 e nella città avvenne il fatto memorabile, Palermo, Sellerio, 1994.
- Rilettura della raccolta Fiabe siciliane di Laura Gonzenbach, Roma, Donzelli, 1999.
- Prefazione a Nino De Vita, Cutusìu, Mesogea, Messina 2001.
- Madre Coraggio, in Viaggio in Palestina, Roma, Nottetempo, 2003.
- Prefazione a Enzo Papa, La città dei fratelli, Roma-Siracusa, Lombardi editore, 2011.
- Prefazione Le foto sul comò in Giovanni Garra Agosta, Verga Fotografo, Catania, Giuseppe Maimone Editore, 1981, pp. 19–35.

### Interviste
- In fondo al mondo. Conversazione in Sicilia con Vincenzo Consolo di Silvio Perrella, Messina, Mesogea, 2014.
- Lo scrittore verticale. Conversazioni con Vincenzo Consolo, a cura di Domenico Calcaterra, Milano, Medusa, 2014, ISBN 978-88-7698-310-8.
- Autobiografia della lingua. Conversazione con Irene Romera Pintor, ed. Ogni uomo è tutti gli uomini, 2016.
- Di zolfo e di spada. Conversazioni con Vincenzo Consolo intorno a Leonardo Sciascia di Salvatore Picone, Salvatore Sciascia Editore, 2019, ISBN 978-88-8241-498-6

## Collaborazioni
Numerose le collaborazioni con giornali e riviste.
- Nel 2006 ha partecipato al documentario Oltre Selinunte leggendo alcuni passi dal suo romanzo Retablo.[4]
- Dal 2008 al 2011 ha partecipato alle presentazioni del film documentario a lui dedicato, realizzate in seno a "Consolo nelle Scuole (Istituti di Cultura, Scuole, Università, in Italia e all'estero)", progetto attivo, per la diffusione del documentario L'isola in me, in viaggio con Vincenzo Consolo di Ludovica Tortora de Falco, una Produzione Arapan, film d'interesse culturale nazionale (Mibact), contributo della Filmcommission della Regione Siciliana. Il documentario di 75 minuti, realizzato con materiale di archivio e girato in pellicola S16, riscopre la voce preziosa di Consolo, attraverso i suoi testi, le immagini della sua Sicilia, le testimonianze tra gli altri anche di Dominique Budor, Maria Rosa Cutrufelli, Giulio Ferroni, Tano Grasso, Amara Lakhous[5].
- Dal 1999 al 2008 è stato Presidente del Premio Letterario Nazionale "Elio Vittorini"[6].

## Premi
- 1985 – Premio Pirandello, con Lunaria.[7]
- 1988 – Premio Grinzane Cavour, con Retablo.[8]
- 1992 – Premio Strega, con Nottetempo, casa per casa.[9]
- 1994 – Premio Internazionale Unione Latina, con L'olivo e l'olivastro.[10]
- 1999 – Premio Brancati, con Lo spasimo di Palermo.[10]
- 1999 – Premio Flaiano.[10][11]
- 2000 – Premio Feronia-Città di Fiano, con Di qua dal faro.[12]
- 2011 – Premio Ostana - Scritture in lingua madre, Premio speciale[13]